# Daniel Keith
Daniel Keith (19 de octubre de 1982) es un actor, guionista, dramaturgo, director, productor y músico estadounidense. Es más conocido por sus papeles como el sheriff Gary O'Reilly en Amor en Kilnerry y el cantante principal de la banda de rock, Modakai. Keith ha ganado 27 premios y 21 nominaciones por actuación, escritura y dirección. Keith ha enseñado en el American Theater for Actors de Nueva York y es miembro de SAG-AFTRA y Actors Equity Association (AEA).

## Primeros años y educación
Keith nació en un pequeño pueblo ganadero de Bedford (Texas) en 1982. Su padre, Dan, era un Marine y controlador aéreo. Su madre, Jacquelyn, trabajaba en la sala de correo de IBM. Sus padres se divorciaron amistosamente cuando Keith tenía cinco años. Al estar en un pueblo pequeño, no había mucho que hacer excepto tocar música y ver películas. Tocó en bandas de rock mientras estaba en el Trinity High School y tocó la batería en la banda de música. Asistió a la Universidad del Norte de Texas antes de hacer una gira por el país con su banda, Modakai. En 2006, la banda se trasladó a la ciudad de Nueva York. Cuando la banda entró en pausa en 2009, Keith no tenía ningún plan de apoyo en la vida. Su mejor amigo le sugirió que intentara actuar y se matriculó en el Estudio de Actuación Stella Adler. Fue contratado en su primera producción teatral en Nueva York de "Miss Longview Texas Drag Pagent" como el promiscuo vaquero Wiley. Como excusa para estar en todos los platós de televisión y cine posibles, para aprender todo lo que pudiera, Keith trabajó como actor de fondo y como doble de Mark Ruffalo, Jim Parsons, y Joe Mantello en Corazón normal y para Justin Timberlake en Runner Runner y las dos primeras temporadas de Gotham para Cory Michael Smith (The Riddler). Se matriculó en la Escuela de Teatro Circle in the Square en 2013 y, posteriormente, en la Teatro Atlantic.  En 2021, Keith se matriculó en la Real Academia de Arte Dramático.

## Carrera

### Música

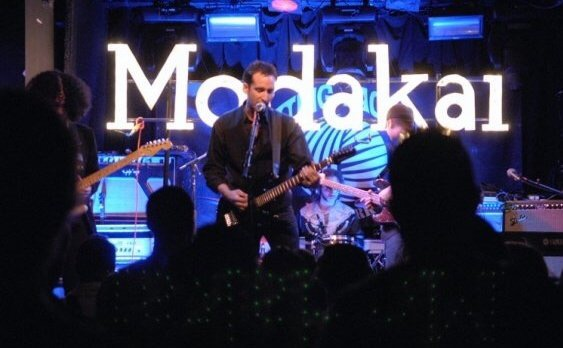
Modakai en vivo en The Knitting Factory en la ciudad de Nueva York en 2009

Modakai (originalmente llamado Belafonte)) se formó en 2003 en Dallas, Texas, por Keith (voz principal, guitarra, teclado), Joel Buchanan (batería), Daniel Rohrs (bajo) y Joseph Otto (guitarra, teclado, voz). El primer EP de la banda, Any Place Is Better Than Here, fue estrenado en BBC Radio 1 por Jo Whiley en 2005. La banda realizó una gira por Estados Unidos tras sus segundos y terceros singles "As Hard As You Like It" y "If You'll Stay". La banda se trasladó a Nueva York en 2006 actuando como cabeza de cartel en Arlene's Grocery, Knitting Factory y Mercury Lounge. Compitieron contra bandas de todo el mundo y ganaron el segundo puesto en el evento Emergenza Battle of the Bands en 2007. Modakai publicó su álbum autotitulado en 2009 (producido por Rip Rowan, James McWilliams, y diseñado por Paul Williams). Antes de partir para su gira por el Reino Unido, la banda hizo un paréntesis y no publicó otro EP durante ocho años, Bedroom Recordings, que incluía maquetas, sesiones de pelado y grabaciones en bruto de su dormitorio.
En 2021, dos temas de su álbum autotitulado, "Everything" y "It Was You", aparecieron en la banda sonora de la película Amor en Kilnerry publicada por Archway Pictures.

### Cine, TV, Teatro
Keith participó en su primera obra de teatro en Nueva York en 2013 en la obra de Mark Hooker Miss Longview Texas Drag Pagent como el promiscuo vaquero Wiley. Rodó su primer cortometraje, llamado Rambler, en 2013 que le valdría varios premios de interpretación por encarnar a un asesino en serie Cockney con cicatrices. Su primera aparición en televisión fue en Person of Interest en la CBS como un fabricante de bombas, llamado Isaac. También ha protagonizado series como The Blacklist (NBC), Blindspot (NBC), y Marvel de Luke Cage (Netflix).
En 2017 escribió, dirigió, produjo y protagonizó su ópera prima como director de Amor en Kilnerry. La película ganó 45 premios y 26 nominaciones antes de que Mutiny Pictures la eligiera para su distribución en Norteamérica.

## Filmografía
| Cine                 | Cine                    | Cine            | Cine              | Cine |
| Fecha de publicación | Título                  | Papel           | Director          | Notas |
| -------------------- | ----------------------- | --------------- | ----------------- | --- |
| 2013                 | Rambler                 | Rambler         | Patrick Quagliano | Debut en el mundo del cortometraje/ Ganó una docena de premios/ Fue una de las primeras películas que se reprodujeron en el servicio de streaming de Xbox |
| 2013                 | Glasspack vs Blackstone | Bryan Hendelman | James Austin      | Largometraje |
| 2013                 | Dogs of the Dow         | Garrett         | Brian Hedenberg   | Cortometraje |
| 2013                 | Sins of Lambs           | Tommy Donovan   | Brian Hedenberg   | Cortometraje |
| 2013                 | The Lion                | Billy McKay     | Brian Hedenberg   | Cortometraje |
| 2013                 | Small World             | Everette        | Garrett Carey     | Cortometraje |
| 2020                 | Petty Cash              | Lone Drinker    | Matt Simon        | Cortometraje |
| 2021                 | Amor en Kilnerry        | Gary O'Reilly   | Daniel Keith      | Debut como director/ Ganó 45 premios y 26 nominaciones/ Mutiny Pictures se encargó de la distribución en Norteamérica                                     |
| 2022                 | Rebranding Henry        | Llewlyn         | Daniel Keith      | Largometraje |

## Televisión
| Televisión | Televisión         | Televisión    | Televisión                         | Televisión |
| Año        | título             | Episodio      | Papel                              | Cadena     |
| ---------- | ------------------ | ------------- | ---------------------------------- | ---------- |
| 2014       | Person of Interest | S.4 Ep.10     | Isaac                              | CBS        |
| 2015       | The Blacklist      | S.2 EP.19     | Jefe de Seguridad                  | NBC        |
| 2017       | Blindspot          | S.2 Ep.19, 20 | Policía de Nueva York (recurrente) | NBC        |
| 2018       | Luke Cage          | S.2 Ep.11     | Jerry                              | Netflix    |
| 2021       | Strut              | S.1 Ep.1      | Oficial Walkman                    | Revry      |

## Créditos de teatro
| Teatro (parcial) | Teatro (parcial)                 | Teatro (parcial) | Teatro (parcial) | Teatro (parcial) | Teatro (parcial)               |
| ---------------- | -------------------------------- | ---------------- | ---------------- | ---------------- | ------------------------------ |
| Año              | obra de teatro                   | Autor            | Papel            | Ubicación        | Notas                          |
| 2006             | Picass at the Lapin Agile        | Steve Martin     | Pablo Picasso    | Dallas, Texas    | Regional                       |
| 2012             | Miss Longview Texas Drag Pageant | Mark Hooker      | Wiley            | New York City    | World Premier                  |
| 2013             | Shinning City                    | Coner McPherson  | Ian              | New York City    | The Actor's Studio             |
| 2014             | April's Fool                     | Kelly McAllister | Jaypse           | New York City    | International Fringe Festival  |
| 2015             | The Breaking Room                | Colin Filmore    | Sam              | New York CIty    | Manhattan Theater Club Studios |
| 2016             | Some Squeaky Cleopatra Boy       | Larry Rinkle     | Michael          | New York CIty    | Manhattan Repertory            |
| 2016             | Amor en Kilnerry                 | Daniel Keith     | Gary O'Reilly    | New York CIty    | Manhattan Theater Club Studios |

## Premios y nominaciones
| Año  | Premio                                                   | Categoría                                                      | Papel                                | Título               | Resultado |
| ---- | -------------------------------------------------------- | -------------------------------------------------------------- | ------------------------------------ | -------------------- | --------- |
| 2005 | WorldFest Houston                                        | Mejor Guion Original - Premio de Plata                         | Escritor                             | When Hearts Run Wild | Ganadora  |
| 2005 | WorldFest Houston                                        | Serie de TV - Premio de Plata                                  | Productor                            | HD Undersea          | Ganadora  |
| 2014 | Philadelphia Independent Film Festival                   | Mejor cortometraje                                             | Productor, Escritor                  | Rambler              | Ganadora  |
| 2014 | International Independent Film Awards                    | Corto narrativo                                                | Productor, Escritor                  | Rambler              | Ganadora  |
| 2014 | International Independent Film Awards                    | Mejor actor principal                                          | Actor                                | Rambler              | Ganadora  |
| 2014 | Dublin International Short Film and Music Festival       | Mejor Actor - Premio del Jurado                                | Actor                                | Rambler              | Ganadora  |
| 2014 | Highway 61 Film Festival                                 | Drama Corto                                                    | Writer, Productor, Actor             | Rambler              | Nominada  |
| 2017 | ScreenCraft                                              | Mejor guion - Largometraje                                     | Escritor                             | Amor en Kilnerry     | Nominada  |
| 2017 | Portland Comedy Film Festival                            | Mejor guion                                                    | Escritor                             | Amor en Kilnerry     | Nominada  |
| 2017 | Hollywood Screenplay Contest                             | Mejor guion - Premio de Plata                                  | Escritor                             | Amor en Kilnerry     | Nominada  |
| 2017 | Die Laughing Film festival                               | Mejor guion                                                    | Escritor                             | Amor en Kilnerry     | Nominada  |
| 2017 | New York Film and TV Festival                            | Mejor guion                                                    | Escritor                             | Amor en Kilnerry     | Nominada  |
| 2017 | New York Film and TV Festival                            | Mejor guion                                                    | Escritor                             | Amor en Kilnerry     | Nominada  |
| 2019 | Madrid International Film Festival                       | Mejor Director                                                 | Director                             | Amor en Kilnerry     | Nominada  |
| 2019 | Calcutta International Cult Film Festival                | Mejor guion - Premio Zorro de Oro                              | Escritor                             | Amor en Kilnerry     | Nominada  |
| 2019 | New Hampshire Film Festival                              | Mejor largometraje de ficción de NH                            | Productor, Escritor, Director, Actor | Amor en Kilnerry     | Ganadora  |
| 2019 | New Hampshire Film Festival                              | Mejor Guion Original - Premio del Festival                     | Escritor                             | Amor en Kilnerry     | Ganadora  |
| 2019 | New Hampshire Film Festival                              | Director por primera vez - Chris Brinker Award                 | Director                             | Amor en Kilnerry     | Nominada  |
| 2019 | New Hampshire Film Festival                              | Mejor comedia - Premio del Festival                            | Productor, Escritor, Director, Actor | Amor en Kilnerry     | Nominada  |
| 2019 | New Hampshire Film Festival                              | Litecoin Premio de cine - Premio del público                   | Productor, Escritor, Director, Actor | Amor en Kilnerry     | Nominada  |
| 2019 | New Hampshire Film Festival                              | Elección del público - Película                                | Productor, Escritor, Director, Actor | Amor en Kilnerry     | Nominada  |
| 2019 | Williamsburg International Film Festival                 | Largometraje de ficción estadounidense - Premio del Festival   | Productor, Escritor, Director, Actor | Amor en Kilnerry     | Ganadora  |
| 2019 | SoHo International Film Festival                         | Mejor Largometraje - Gran Premio del Jurado                    | Productor, Escritor, Director, Actor | Amor en Kilnerry     | Nominada  |
| 2019 | Los Angeles Film Awards                                  | Mejor conjunto                                                 | Actor                                | Amor en Kilnerry     | Ganadora  |
| 2019 | Los Angeles Film Awards                                  | Mejor largometraje de ficción                                  | Productor, Escritor, Director, Actor | Amor en Kilnerry     | Ganadora  |
| 2019 | Los Angeles Film Awards                                  | Mejor comedia                                                  | Productor, Escritor, Director, Actor | Amor en Kilnerry     | Ganadora  |
| 2019 | Los Angeles Film Awards                                  | Mejor comedia romántica                                        | Productor, Escritor, Director, Actor | Amor en Kilnerry     | Ganadora  |
| 2019 | Los Angeles Film Awards                                  | Mejor Director                                                 | Director                             | Amor en Kilnerry     | Ganadora  |
| 2019 | Los Angeles Film Awards                                  | Mejor historia original                                        | Escritor                             | Amor en Kilnerry     | Ganadora  |
| 2019 | International Independent Film Awards                    | Largometraje de ficción - Premio de Platino                    | Productor, Escritor, Director, Actor | Amor en Kilnerry     | Ganadora  |
| 2019 | International Independent Film Awards                    | Mejor actor principal - Premio Platino                         | Actor                                | Amor en Kilnerry     | Ganadora  |
| 2019 | International Independent Film Awards                    | Mejor Director - Premio Platino                                | Director                             | Amor en Kilnerry     | Ganadora  |
| 2019 | Jersey Shore Film Festival                               | Mejor Director - Premio del Jurado                             | Director                             | Amor en Kilnerry     | Ganadora  |
| 2020 | Los Angeles Independent Film Festival Awards             | Mejor Largometraje - Premio del Jurado                         | Productor, Escritor, Director, Actor | Amor en Kilnerry     | Ganadora  |
| 2020 | Los Angeles Independent Film Festival Awards             | Mejor Guion - Premio del Jurado                                | Escritor                             | Amor en Kilnerry     | Ganadora  |
| 2020 | Los Angeles Independent Film Festival Awards             | Mejor Actor - Premio del Jurado                                | Actor                                | Amor en Kilnerry     | Ganadora  |
| 2020 | Los Angeles Independent Film Festival Awards             | Mejor Director - Premio del Jurado                             | Director                             | Amor en Kilnerry     | Nominada  |
| 2020 | Los Angeles Independent Film Festival Awards             | Mejor Productor - Premio del Jurado                            | Productor                            | Amor en Kilnerry     | Nominada  |
| 2020 | Los Angeles Independent Film Festival Awards             | Mejor cineasta novel                                           | Director                             | Amor en Kilnerry     | Nominada  |
| 2020 | International Independent Film Awards                    | Mejor canción original "Everything" - Modakai - Platinum Award | Musician                             | Amor en Kilnerry     | Ganadora  |
| 2020 | International Independent Film Awards                    | Mejor canción original "It Was You" - Modakai - Platinum Award | Musician                             | Amor en Kilnerry     | Ganadora  |
| 2020 | International Filmmaker Festival of World Cinema, London | Mejor comedia                                                  | Productor, Escritor, Director, Actor | Amor en Kilnerry     | Nominada  |
| 2020 | International Filmmaker Festival of World Cinema, London | Mejor actor principal                                          | Actor                                | Amor en Kilnerry     | Nominada  |
| 2020 | Around International Film Festival                       | Mejor película - ARFF París                                    | Productor, Escritor, Director, Actor | Amor en Kilnerry     | Nominada  |
| 2020 | Around International Film Festival                       | Mejor Director - Premio Oficial del ARFF                       | Director                             | Amor en Kilnerry     | Nominada  |
| 2021 | Premios de cine de Los Ángeles                           | Mejor guion de comedia                                         | Escritor                             | Rebranding Henry     | Ganadora  |